# André Francillon
André Francillon (* 18. Januar 1913 in Saint-Imier; † 13. Mai 2002 in Biel) war ein Schweizer Unternehmer, Schulleiter und parteiloser Politiker. Von 1954 bis 1965 war er Präsident des Rassemblement jurassien und somit ein wichtiger Akteur in der Jurafrage.

## Biografie
Sein Grossonkel Ernest Francillon war der Begründer der Uhrenfabrik Longines, sein Vater Adrien Francillon leitete das Unternehmen nach diesem. André Francillon begann seine berufliche Karriere als Angestellter von Longines. Von 1938 bis 1954 war er für den Aufbau von Exportbeziehungen zuständig und reiste zu diesem Zweck häufig ins Ausland, insbesondere nach Südamerika. Von 1955 bis zu Beginn der 1970er Jahre gehörte er dem Verwaltungsrat an. Ebenfalls 1955 gründete er die École Prévôtoise, eine private Handelsschule in Moutier, die er bis zu seiner Pensionierung im Jahr 1978 leitete.
1952 gründete Francillon die Sektion Saint-Imier des separatistischen Rassemblement jurassien. Von 1954 bis 1965 amtierte er als Präsident der gesamten Bewegung und gehörte somit – zusammen mit Generalsekretär Roland Béguelin – zu den führenden Persönlichkeiten der jurassischen Separatisten, die sich für eine Trennung vom Kanton Bern einsetzten. Hans Tschumi, der 1947 die Moeckli-Affäre verursacht hatte und dadurch zum Feindbild der Separatisten geworden war, kandidierte 1960 für die entschieden antiseparatistische BGB um einen frei gewordenen Sitz im Berner Regierungsrat. Das Rassemblement jurassien empfand dies als Provokation und präsentierte Francillon als Gegenkandidaten, um eine stille Wahl zu verhindern. Zwar wurde Tschumi bei sehr tiefer Stimmbeteiligung gewählt, doch Francillon erzielte einen Achtungserfolg und erhielt in den jurassischen Bezirken mehr als vier Fünftel der abgegebenen Stimmen.
Zu Beginn der 1990er Jahre liess sich Francillon in Biel nieder. Er war mit Cécile Jaquillard verheiratet und hatte eine Tochter.